# Andracne
Andrachne és un gènere de plantes de la família Phyllanthaceae i l'únic gènere de la subtribu Andrachinae.

## Característiques
A les nostres contrades només es troba l'herba ramblera o ramblera (Andrachne telephioides).
Andrachne aspera, també una espècie d'aquest gènere, conté alcaloides molt potents.

## Taxonomia
Cal mencionar:
- Andrachne aspera
- Andrachne descaisnei
- Andrachne phyllanthoides
- Andrachne telephioides - herba ramblera, ramblera